# Chateaubriand
Chateaubriand je mesna jed tradicionalne francoske kuhinje. Ime naj bi dobil po francoskem politiku François-René de Chateaubriandu, ki naj bi bil velik jedec.
Glavna sestavina je goveji file. Servira se z zeliščnim maslom in krešo ali Bearneško omako. Danes je to praviloma obrok za dve osebi.